# Cypripedium acaule
Cypripedium acaule е вид растение от семейство Орхидеи (Orchidaceae). Видът е незастрашен от изчезване.

## Разпространение
Разпространен е в Канада и САЩ.